# Drenovci
Drenovci su cvelfersko naselje i sjedište istoimene općine na jugu Vukovarsko-srijemske županije.

## Ukratko
Prema svom zemljopisnom položaju i dnevnomigracijskim obilježjima općina Drenovci pripada županjskoj Posavini.
Općina Drenovci jedinica je lokalne samouprave koja obuhvaća sela Drenovci, Đurići, Posavski Podgajci, Račinovci i Rajevo Selo. Općina je smještena u Cvelferiji, u južnom dijelu Vukovarsko-srijemske županije, tzv. Spačvanskom bazenu. Susjedne su joj općine Vrbanja i Gunja. Nedaleko se nalazi državna granica s Republikom Bosnom i Hercegovinom (G.P. Gunja – distrikt Brčko), te Srbijom (neprohodna granica Strošinci-Jamena).
Općina Drenovci nalazi se na području bivše Vojne krajine, pojasu protiv Turaka, na kojemu je bila smještena dvanaesta K+K kompanija, te je zbog toga područje dobilo naziv prema njemačkoj riječi za dvanaest (zwölf): Cvelferija. Selo Drenovci smatra se središtem ili srcem Cvelferije. Naselje Račinovci nalazi se u Srijemu.

## Povijest
Prema pisanim tragovima Drenovci su nastali 1484. Godine na temeljima tadašnjih sela čija su imena i danas očuvana, a to su: Cerje, Šumanovci, Beloševci, Gložje i Letiovci. Ta su sela tada pripadala velikaškoj obitelji Morovići. Ovaj kraj Turci osvajaju 1536. godine, pa tako i Drenovce, koji se turske vladavine oslobađaju 1691. godine. Oslobađanjem od Turaka počinje i razvoj Drenovaca.
Sâmo ime Drenovci se prvi puta spominje 1729. godine kada je pečujski biskup posjetio drenovačku župu koja je počela s radom 1719. godine. Tada je zapisao: «Drenovci, nekoć zvani Šumanovci, sa svojim filijalama smješteni uz Savu, posjećeni su 24. lipnja 1729. godine.» Tada je zapisano da su Drenovci dobro razvijeno selo s 420 katoličkog stanovništva.
Nakon uspostave austrougarske vlasti u ovim krajevima, Drenovci su postali sjedište 12. kompanije 7. Brodske regimente. U to su se doba krčile hrastove šume i stvarale nove obradive površine koje su lenskim pravom dane Graničarima. Izgradnjom vojno-obrambenog sustava, Granice, mijenja se način života na ovom području. «Ušoravaju» se sela, nadzire život šokačkih zadruga. Seljani su istovremeno bili i vojnici i seljaci.
Đakovačka biskupija je po prvi puta vršila popis župa 1785. godine i tada Drenovci broje 1001 stanovnika. Dvanaest godina kasnije u selu je sagrađena prva crkva od tvrdog materijala, a posvećena je sv. Mihaelu. Eksploatacijom šuma u drugoj polovici 19. stoljeća doseljavaju se stranci čijim dolaskom dolazi do cijepanja kućnih zadruga i usitnjavanja posjeda, a propadaju i starosjedilačke šokačke zadruge.
Godine 1873. ukinuta je Granica, a osam godina poslije Slavonija je pripojena Banovini Hrvatskoj u sklopu koje su Drenovci pripadali Županjskom kotaru u Srijemskoj županiji. 1886. godine kroz Drenovce prolazi i prva željeznička pruga. Krajem 19. stoljeća u Drenovce se doseljava velik broj Ličana, Dalmatinaca i Nijemaca, pa se broj stanovnika od 1890. do 1900. uvećao za 625.
Nakon raspada Austro-Ugarske Monarhije i stvaranja jugoslavenske države, Hrvatska je smišljeno teritorijalno usitnjena, a država podijeljena na nove teritorijalno-upravne jedinice, banovine. 1929. godine Drenovci ulaze u Drinsku banovinu, a promjenom razgraničenja 1931. godine pripadali su Savskoj banovini. U to vrijeme je bilo zabranjeno isticanje bilo kakvog hrvatskog obilježja, jer su Hrvati smatrani rušiteljima monarhije. U Drenovcima je najjača stranka u to vrijeme bio HSS, a selo je tri puta posjetio vođa te stranke, Stjepan Radić, koji je 1927. godine održao i veliki politički skup.
U razdobljima između dva svjetska rata otvorena je i Hrvatska čitaonica, osnovano je Djevojačko društvo (1919.) i športski klub «Borac» (1928.) Za vrijeme NDH u Drenovcima djeluje i Ustaška mladež na čelu s Katicom Barać. 23. listopada 1944. Godine je iz Drenovaca prisilno odvedeno oko 100 drenovačkih njemačkih obitelji. Nakon Drugog svjetskog rata, od 1945. – 1948. provodi se agrarna reforma i kolonizacija. U Drenovce je naseljeno 40 obitelji ličkih pravoslavaca i 40 obitelji iz Zagorja, koji se nastanjeni u kuće protjeranih Nijemaca i dodijeljena im je njihova zemlja. Doseljavanjem Srba jača potpora komunističkoj vlasti i oni zauzimaju najznačajnija mjesta u lokalnoj vlasti.
1946. i 1947. godine osnovane su tri zadruge: Ličani su osnovali SRZ «Marko Orešković», Dalmatinci SRZ «Matija Gubec», a mjesni Šokci HRZ «Slogu». Potonjoj je i lokalni župnik, David Kolesarić, predao svoju zemlju. 1953. Godine još radikalnijom agrarnom reformom zemljišni maksimum smanjen je na 10 ha. Tom reformom Hrvati ostaju bez svoje zemlje što dovodi do iseljavanja jednog dijela Drenovčana u inozemstvo, ponajprije Njemačku. Za vrijeme rata za nezavisnost Hrvatske (1991. – 1995.),  Drenovci kao i ostala mjesta su stalno živjeli u strahu od srbo-četničkih napada, ali se ipak na ovom području županjske Posavine rat nije vodio. Drenovci su u samostalnoj Hrvatskoj sada sjedište istoimene općine koju, osim Drenovaca, čini još četiri naselja: Đurići, Račinovci, Rajevo Selo i Posavski Podgajci. Stanovništvo se bavi uglavnom poljoprivredom i polagano se razvija u gospodarskom smislu.

## Zemljopis
Općina Drenovci nalazi se na jugu Vukovarsko-srijemske županije.

## Stanovništvo
Kretanje broja stanovnika
- 1857. – 1199
- 1869. – 1709
- 1880. – 1932
- 1890. – 2128
- 1900. – 2753
- 1910. – 2575
- 1921. – 2528
- 1931. – 2726
- 1948. – 2998
- 2001. – 7424
- 2011. – 5174[5]
- 2021. – 3662

Po popisu stanovništva iz 2011. godine općina Drenovci imala je 5174 stanovnika, raspoređenih u 5 naselja:
- Drenovci – 1946
- Đurići – 286
- Posavski Podgajci – 1255
- Račinovci – 700
- Rajevo Selo – 987

Prema popisu stanovništva iz 2021. godine, Općina Drenovci ima 3662 stanovnika, raspoređenih u 5 naselja: 
- Drenovci – 1398
- Đurići – 206
- Posavski Podgajci – 883
- Račinovci – 517
- Rajevo Selo – 658

### Nacionalni sastav, 2011.
- Hrvati – 4505 (87,05)
- Bošnjaci – 352 (6,80)
- Srbi – 167 (3,23)
- Rusini – 64
- Romi – 9
- Albanci – 5
- Nijemci – 3
- Slovaci – 3
- Crnogorci – 2
- Rumunji – 2
- Poljaci – 1
- Ukrajinci – 1
- Mađari – 1
- Rusi – 1
- Slovenci – 3
- ostali – 4
- vjerska pripadnost – 13
- neopredijeljeni – 16
- nepoznato – 95 (1,28)

| broj stanovnika | 3850  | 4797  | 5364  | 6054  | 7169  | 6919  | 6722  | 7168  | 7533  | 8144  | 8501  | 8573  | 7788  | 7202  | 7424  | 5174  | 3662  |
|                 | 1857. | 1869. | 1880. | 1890. | 1900. | 1910. | 1921. | 1931. | 1948. | 1953. | 1961. | 1971. | 1981. | 1991. | 2001. | 2011. | 2021. |

| broj stanovnika | 1199  | 1709  | 1932  | 2128  | 2753  | 2575  | 2528  | 2726  | 2998  | 3273  | 3323  | 3331  | 2998  | 2755  | 3049  | 1946  | 1398  |
|                 | 1857. | 1869. | 1880. | 1890. | 1900. | 1910. | 1921. | 1931. | 1948. | 1953. | 1961. | 1971. | 1981. | 1991. | 2001. | 2011. | 2021. |

## Uprava
Načelnik općine je Josip Nasurović (Nezavisni). Na lokalnim izborima 2021. pobjedu odnosi Nezavisna lista – Josip Nasurović, osvojivši 1236 glasova.

## Gospodarstvo
Općina Drenovci na samom je začelju liste zaposlenosti u Republici Hrvatskoj, a nosila je i neslavnu titulu općine s najvećom stopom nezaposlenosti u Republici Hrvatskoj.

## Poznate osobe
- fra Marko Japundžić, franjevac, hrv. paleograf, arhivist, najveći poznavatelj glagoljice u Hrvata
- Franjo Hanaman, kemičar i metalurg; izumitelj prve široko upotrebljive žarulje s niti od volframa.
- Luka Pavlović, novinar, urednik, hrvatski pjesnik, pripovjedač, književni i kazališni kritičar.
- Rajna Raguž, miss Hrvatske (2001.)
- Đuka Galović, pučki pjesnik
- fra Pavao Ivakić, kapucin, mučenik

## Spomenici i znamenitosti
- Spomenik poginulim braniteljima

## Obrazovanje
- OŠ "Franjo Hanaman" Drenovci
- Srednjoškolski centar, ispostava županjske Obrtničko-industrijske škole

## Kultura
- Općinska narodna knjižnica Drenovci
- Pjesnički susreti u Drenovcima

## Šport
Nogometni klub Borac je osnovan 1929. godine, kao jedan od prvih nogometnih klubova na području Cvelferije. Trenutno se natječe u I. županijskoj nogometnoj ligi Vukovarsko-srijemske županije.

## Vanjske poveznice
- Službene stranice Općine
- Službene stranice Općinske narodne knjižnice Drenovci